# EXID
EXID (кор. 이엑스아이디, читається — "І-екс-ай-ді", акронім від Exceed in Dreaming) — південнокорейський жіночий поп-гурт сформований у 2012 році компанією Banana Culture Entertainment. Гурт складається з п'яти учасниць: Сольджи, Хані, Еллі, Хьорін і Чонхви. З самого початку вони дебютували у складі 6 осіб у лютому 2012 року з синглом Whoz That Girl. Дебютний мініальбом Hippity Hop був випущений в серпні того ж року.
Значну популярність колектив здобув у 2014 році з виходом сингла Up & Down. Спочатку пісня не показала гарних результатів у чартах, але через чотири місяця стала №1 в Gaon Digital Chart після появи в Інтернеті фанкаму на одну з учасниць Хані, який став вірусним відео на YouTube. Другий мініальбом Ah Yeah був випущений у квітні 2015 року. Перший повноформатний альбом був Street випущений у червні 2016 року.

## Кар'єра

### 2011-12: Формування, дебют, зміни у складі таHippity Hop
В травні 2011 року Shinsadong Tiger та AB Entertainment зібрали декілька трейні з JYP Entertainment, щоб створити нову жіночий гурт. Ючжи була першою учасницею після дебюту у жіночій групі JYP, котрий так і не відбувся. Вона зв'язалася з Хані, Хьорін і Чонхвой, і всі вони були прийняті в агентство. Незабаром до гурту приєдналася андеграундна реперка Еллі. Дамі, яка вже стажувалася в АВ, стала останньою учасницею колективу.
Початковою назвою гурту було WT (скорочено від «Who's That»), але за декілька місяців до дебюту змінила рішення, і колективу дали назву EXID. Офіційний дебют повинен був відбутися в січні 2012 року, але був відкладений до лютого у зв'язку з травмою Еллі, яку вона отримала в процесі репетицій. 3 лютого AB Entertainment оголосили, що EXID дебютують із синглом «Whoz That Girl».
16 лютого 2012 відбувся реліз синглового альбому Holla. Дебютний виступ пройшов на M! Countdown, після чого вони також виступили на Music Core та Inkigayo. Пісня зайняла 36 місце у Gaon Singles Chart, було продано понад 840 цифрових копій. У квітні AB Entertainment оголосили про відхід Ючжи, Дамі та Хьорін. В офіційній заяві було сказано, що Ючжи і Дамі збираються зосередитися на навчанні, а Хьорін на акторській кар'єрі. Їх місце зайняли Сольджи (колишня учасниця дуету 2NB) та Хейлін, яка була прийнята до гурту ще до дебюту, але її прибрали. У новому складі EXID повернулися на сцену в серпні з другим синглом I Feel Good та дебютним мініальбомом Hippity Hop, який згодом дібрався до 13 стрічки в Gaon Albums Chart, з продажами 1 500 копій. Реліз цифрового синглу відбувся у жовтні. Він дебютував на 43 місті в Gaon Singles Chart, з продажами 105 тисяч копій.

### 2013-15: Дебют юніта Dasoni, «Up & Down»,Ah Yeah, Hot Pinkта збільшення популярності
В лютому 2013 року було оголошено, що Хані та Сольджи сформують саб-юніт Dasoni. 15 лютого відбувся реліз їх дебютного синглу «Goodbye».
24 серпня 2014 року EXID провели шоукейс, де виконали новий сингл «Up & Down». 27 серпня пісня стала доступна для завантажень, проте особливого місця в чартах не мала, дібравшись лише до 94 місця в Gaon Singles Chart. Але на початку жовтня не тільки сингл, а й сам гурт почав набирати популярність після появи в Інтернеті фанкама на Хані, який став вірусним в корейських соціальних мережах (перегляди складають понад 25 мільйонів). Через успіх відео EXID знову запросили виступати на музичних шоу, хоча промоушен був завершений ще у вересні. Свою першу перемогу з моменту дебюту вони отримали на M! Countdown 8 січня 2015 року.
В лютому 2015 Сольджи взяла участь в шоу King of Masked Singer, де зайняла перше місце, що привабило до EXID ще більше уваги. 13 квітня був випущений відеокліп на пісню «Ah Yeah» та однойменний мініальбом. Всього з синглом було одержано 4 перемоги на музичних шоу: дві на Inkigayo (за 36 квітня та 3 травня) та Show Champion (за 29 квітня та 6 травня). 17 листопада був випущений відеокліп на сингл «Hot Pink». 25 листопада та 6 грудня EXID одержали свої перемоги на Show Champion та Inkigayo відповідно.

## Учасниці
| Сценічне ім'я | Сценічне ім'я | Сценічне ім'я | Справжнє ім'я | Справжнє ім'я | Справжнє ім'я | Дата народження          | Позиція у гурті                                            | Громадянство   |
| Українською   | Латиницею     | Хангилем      | Українською   | Латиницею     | Хангилем      | Дата народження          | Позиція у гурті                                            | Громадянство   |
| ------------- | ------------- | ------------- | ------------- | ------------- | ------------- | ------------------------ | ---------------------------------------------------------- | -------------- |
| Сольджи       | Solji         | 솔지          | Хо Сольджи    | Heo Solji     | 허솔지        | 10 січня 1989 (36 років) | Лідерка, головна вокалістка                                | Південна Корея |
| Еллі          | LE            | 엘리          | Ан Хьоджин    | Ahn Hyojin    | 안효진        | 10 грудня 1991 (33 роки) | Головна реперка                                            | Південна Корея |
| Хані          | Hani          | 하니          | Ан Хійон      | Ahn Heeyeon   | 안희연        | 1 травня 1992 (32 роки)  | Вокалістка, обличчя гурту                                  | Південна Корея |
| Хьорін        | Hyelin        | 혜린          | Со Хьорін     | Seo Hyelin    | 서혜린        | 23 серпня 1993 (31 рік)  | Ведуча вокалістка                                          | Південна Корея |
| Чонхва        | Jeonghwa      | 정화          | Пак Чонхва    | Park Jeonghwa | 박정화        | 8 травня 1995 (29 років) | Головна танцівниця, саб-реперка, вокалістка, макне, віжуал | Південна Корея |

## Дискографія

### Мініальбоми
- Hippity Hop (2012)
- Ah Yeah (2015)
- Hot pink (2015)
- Eclipse (2017)
- Full Moon (2017)
- LADY (2018)
- We (2019)

### Студійні альбоми
- Street (2016)
- Trouble (2019)

## Фільмографія
| Рік  | Назва           | Примітки    |
| ---- | --------------- | ----------- |
| 2016 | EXID's Showtime | 8 епізодів  |
| 2018 | Made In EXID    | 25 епізодів |

### Телесеріал
| Рік  | Назва                                         | Роль               |
| ---- | --------------------------------------------- | ------------------ |
| 2012 | Щасливий гороскоп: Інструкція по застосуванню | Камео (8 епізодів) |

## Нагороди та номінації
| Всього нагород:   | 13 |
| Всього номінацій: | 20 |

З моменту свого дебюту в 2012 році EXID завоювали чотири різні нагороди та 22 нагороди на музичних шоу. 8 січня 2015 року гурт одержав свою першу перемогу на M! Countdown у зв'язку з успіхом їх цифрового синглу «Up & Down», за яким слідували перемоги на Music Bank, The Music Trend и The Show.